# Sign Systems Studies
Sign Systems Studies est une revue académique sur la sémiotique, à comités de lecture, rédigée au département de sémiotique de l'Université de Tartu et publiée par les Presses de l'Université de Tartu. C'est le périodique le plus ancien dans ce domaine.
Le journal a été créé en 1964 par Juri Lotman, fondateur de l'école de Tartu-Moscou, sous le titre en russe Труды по знаковым системам (Trudy po Znakovym Sistemam, Actes sur les systèmes de signes).
Il a été initialement publié en russe et, depuis 1998, en anglais avec des résumés en russe et en estonien. 
Depuis 1998, il a été édité par Kalevi Kull (en), Mihhail Lotman (en) et Peeter Torop (en). Le journal est disponible en ligne à partir du Centre de documentation sur la philosophie (en), indexé par le Web of Science et Scopus, et, depuis 2012, sur une plate-forme à accès ouvert.